# Strepera
Strepera is een geslacht van zangvogels uit de familie orgelvogels (Cracticidae). Deze vogels heten in het Nederlands klauwierkraaien. De geslachtsnaam is ontleend aan het Klassiek Latijn: strepere betekent herrie maken. 

## Kenmerken
Het zijn vrij grote vogels (45 tot meer dan 50 cm) die sterk op kraaiachtigen lijken, met een grote snavel en een geel oog. 

## Leefwijze
Ze leven van insecten, afval en gebruiken hun grote snavels om larven onder boombast vandaan te halen.

## Verspreiding en leefgebied
Het zijn uitgesproken omnivoren die zich ophouden in open landschappen maar ook wel in steden en bij boomgaarden waar ze soms een plaag vormen. 

## Soorten
Het geslacht kent de volgende soorten:
- Strepera fuliginosa – Zwarte klauwierkraai
- Strepera graculina – Bonte klauwierkraai
- Strepera versicolor – Grijze klauwierkraai